# داء الرتوج الكاذبة داخل مخاطية المريء
داء الرتوج الكاذبة داخل مخاطية المريء حالة نادرة يطور فيها جدار المريء عددًا من الجيوب الصغيرة (الرتوج الكاذبة). يعاني المصابون بهذه الحالة من صعوبة في البلع. تتشكل الجيوب من قنوات الغدد تحت المخاطية في المريء. تصيب الحالة عادةً الأفراد في العقدين السادس والسابع من العمر. ويرتبط المرض ببعض الحالات المزمنة، وخاصة إدمان الكحول والسكري والجزر المعدي المريئي، إلا أن سبب الحالة غير معروف. يتضمن التدبير استخدام أدوية لعلاج الحالات المصاحبة مثل الارتجاع المعدي المريئي (كمثبطات مضخة البروتون) وتشنج المريء وتوسيع التضيقات في المريء.

## العلامات والأعراض
لأن الحالة تنطوي على حصول تغيرات في جدار المريء وتقليل قطر المريء، فإن أعراض داء الرتوج الكاذبة داخل مخاطية المريء تؤثر بشكل أساسي على البلع. تكون صعوبة بلع الأطعمة الصلبة أحد الأعراض النموذجية. في الحالات الشديدة، ينحشر الطعام في المريء. يحدث لدى البعض نزف في المريء، يظهر على شكل تقيؤ دموي أو براز أسود (تغوط زفتي). وبسبب انخفاض وارد الطعام الفموي بسبب صعوبة البلع، يفقد الأفراد المصابون الوزن.

## الأسباب
سبب الإصابة بداء الرتوج الكاذبة داخل مخاطية المريء غير مؤكد. افترض أن الرتج الكاذب ليس ظاهرة أولية، بل ثانوية لمهيج مزمن للمريء، أو لازدياد حركة المريء. تؤدي هذه العوامل إلى انسداد أو انضغاط قنوات الغدد تحت المخاطية في المريء، ما يؤدي إلى تشكل الرتج الكاذب. أكدت عينات تشريح الجثة للأفراد المصابين بداء الرتوج الكاذبة داخل مخاطية المريء أن الفتحات التي تأخذ شكل عنق الزجاجة هي بالفعل غدد تحت مخاطية متوسعة. ترتبط الحالة بالكحولية والسكري والجزر المعدي المريئي.

## التشخيص
يُشخص داء الرتوج الكاذبة داخل المريء من خلال تنظير المريء. يظهر التنظير الداخلي دليلًا على وجود الرتوج الكاذبة، التي عادة ما تكون كثيرة، وتظهر مثل الحفر في الجدار، وقد تتركز في المريء العلوي. يمكن أن تكون بطانة الغشاء المخاطي للمريء ملتهبة، ويشاهد ذلك من خلال التنظير الداخلي أو الخزعة. قد يكون الغشاء المخاطي طبيعيًا إذا لم يكن التهاب المريء السبب في تطور الداء. يجب أيضًا استبعاد سرطان المريء، وذلك من خلال التنظير، أو يلزم أخذ خزعة من المريء.
يمكن أيضًا رؤية الرتوج الكاذبة من خلال التصوير باللقمة الباريتية. يشبه مظهر الرتوج عنق الزجاجة، وقد تنتشر الرتوج في مخاطية المريء بأكملها أو تكون قطعية. قد يظهر تركز الرتوج في المريء السفلي عند التصوير باللقمة الباريتية أيضًا. يمكن أيضًا رؤية تضيقات في المريء، عادة في المريء العلوي.
نظرًا إلى أن داء الرتوج الكاذبة داخل مخاطية المريء يرتبط أيضًا باضطرابات حركية المريء، فقد يوفر اختبار قياس ضغوط المريء معلومات للمساعدة في وضع التشخيص. أُبلغ عن عدم انتظام في تقلصات المريء، أو زيادة تقلصات المريء، أو ارتخاء المريء في اختبار قياس ضغوط المريء.

## المعالجة
وُصفت الكثير من أنظمة العلاج لداء الرتوج الكاذبة داخل مخاطية المريء. نظرًا إلى أن الحالة مرتبطة بداء الجزر المعدي المريئي، تستخدم مثبطات مضخة البروتون لتخفيف الحموضة والمساعدة في علاج الحالة. إذا كانت الحالة مرتبطة بتشنج المريء، فيمكن استخدام الأدوية المضادة للتشنج مثل بوتيل سكوبولامين. قد يوفر توسيع مناطق التضيق بالتنظير تخفيفًا لأعراض البلع. نادرًا ما تسبب الرتوج الكاذبة أعراضًا، ولا يوجه العلاج نحوها.